# Чепигинская
Чепи́гинская — станица в Брюховецком районе Краснодарского края.
Административный центр Чепигинского сельского поселения.

## География
Станица расположена в степной зоне, в низовьях Правого Бейсужка, в 17 км северо-западнее районного центра — станицы Брюховецкой (21 км по дороге).

## История
Хутор Величковский был основан в 1883 году на дополнительном наделе станицы Нововеличковской (в юрте станицы Переясловской). 7 сентября 1909 года населённый пункт получил статус станицы и название Чепигинская в честь атамана Чепеги.

## Население
| 2002 | 2010  |
| ---- | ----- |
| 1903 | ↗2037 |

## Инфраструктура
Улицы
| - ул 40 лет Октября, - ул Амурская, - ул Горького, - ул Западная, - ул Карла Маркса, - ул Кирова, - ул Комсомольская, - ул Красная, - ул Ленина, | - ул Мира, - ул Пролетарская, - ул Розы Люксембург, - ул Северная, - ул Советская, - ул Суворова, - ул Чапаева, - ул Шевченко, - ул Энгельса, - ул Колхозная. |

## Люди, связанные со станицей
- Чекалов, Александр (1882—1915) — герой Первой мировой войны, известный российский авиатор. Похоронен в станице[6]